# Juliette Roudet
Pour les articles homonymes, voir Roudet.
 (mai 2023).
Si vous disposez d'ouvrages ou d'articles de référence ou si vous connaissez des sites web de qualité traitant du thème abordé ici, merci de compléter l'article en donnant les références utiles à sa vérifiabilité et en les liant à la section « Notes et références ».
En pratique : Quelles sources sont attendues ? Comment ajouter mes sources ?
Juliette Roudet est une danseuse, actrice et réalisatrice française.

## Biographie

### Formation
Juliette Roudet entre à 14 ans au Conservatoire Supérieur de Danse de Paris.
Sortie premier prix du Conservatoire en 1998, elle intègre la même année le Centre national de danse contemporaine d'Angers.
À sa sortie, elle passe le concours du  Conservatoire National Supérieur d'Art Dramatique de Paris-CNSAD et y est admise en 2003.

### Carrière
Pendant ses études au CNDC, elle est la représentante de la France à l'Eurovision des jeunes danseurs en 1999 et danse ensuite dans la Compagnie l’Esquisse et la Compagnie Fata Morgana. 
Elle commence sa carrière d'actrice en 2003, dans le téléfilm Procès de famille, où elle incarne le personnage de Garance. Elle se fait connaitre du grand public[réf. nécessaire] en 2005, dans le film Au suivant !, incarnant le personnage de Lucille, assistante de Jo, jouée par Alexandra Lamy.
Sur scène, elle a joué sous la direction de David Bobée, Pierre Rigal, Laurent Laffargue, Lisa Wurmser, Pierre Ascaride, Vicente Pradal, Daniel Benoin, Caroline Marcadé, Jean Bellorini et Noémie Rosenblatt.
Au cinéma et à la télévision on l’a notamment vue dans les films d’Alain Tasma, Jeanne Biras, Philippe Monnier, Manuel Flèche, Gérard Mordillat, Jérôme Cornuau et dans les séries « Profilage » et « Engrenages ».
Depuis septembre 2016, Juliette Roudet est professeure de danse au Conservatoire national supérieur d'art dramatique de Paris.
En 2018, elle signe la co-écriture et l’interprétation du spectacle « Le Lac des Cygnes » à la Philharmonie de Paris[réf. nécessaire].
Depuis, elle a collaboré en tant que chorégraphe avec de nombreux metteurs en scène, réalisateurs et auteurs-compositeurs (Emily Loizeau, Robin Renucci, Rodolphe Dana et Katja Hunsinger, Claire Lasne-Darcueil, Delphine Hecquet, Xavier Gallais…).
Elle a réalisé un 52 minutes de fiction pour la télévision « Charnel »[réf. nécessaire], des courts-métrages dansés et un court métrage documentaire produit par TS Productions. Son court-métrage dansé « Histoire de l’Amour » obtient la bourse Adami Déclencheur[réf. nécessaire].
« On a dit », le film qu’elle a écrit et réalisé en 2023[réf. nécessaire], a obtenu la bourse Brouillon d’un rêve de la Scam[réf. nécessaire], l’aide à l’écriture-au développement-à la production de la Région Corse[réf. nécessaire], l’aide de la Procirep-Angoa[réf. nécessaire], l’Aide avant Réalisation du CNC[réf. nécessaire].

## Théâtre
- 2007 : Pinok et Barbie de J.C. Grumberg, mis en scène par Lisa Wurmser
- 2007 : Les Géants de la montagne de Luigi Pirandello, mis en scène par Laurent Laffargue
- 2008 : Yerma de F. Garcia Lorca, mis en scène par Vicente Pradal, Comédie-Française
- 2008 : Militants communistes de Wajdi Mouawad, mis en scène par Pierre Ascaride
- 2010 : Des jours et des nuits à Chartres de Henning Mankell, mis en scène par Daniel Benoin[1]
- 2011 : Portraits de femmes : Juliette Roudet et Dominique Valadié, chorégraphie C. Marcadé[2]
- 2012 : Paroles gelées d’après un épisode du Quart Livre de Rabelais et mis en scène par Jean Bellorini[3]
- 2013 : Crush, un spectacle de Juliette Roudet[4],[5],[6]
- 2014 : Roméo et Juliette de W. Shakespeare, mis en scène par David Bobée : Juliette[7]
- 2015 : Alice & Merveilles, de Stéphane Michaka, concert-fiction France Culture en coproduction avec l’Orchestre national de France et les solistes de la Maîtrise de Radio France : Alice
- 2015 : Micro, spectacle de Pierre Rigal
- 2016 : Même, création de Pierre Rigal au Montpellier Danse Festival[8]
- 2016 : Dracula, concert-fiction de Didier Benetti et Stéphane Michaka[9]
- 2016 : Conversation augmentée spectacle de Pierre Rigal[10]
- 2017 : Le Lac des Cygnes, Philharmonie de Paris
- 2018 : Nùria au Festival Sorru in Musica
- 2020 : Succession d'Arnaud Cathrine mis en scène par Noémie Rosenblatt
- 2022 : Même de Pierre Rigal au Théâtre du Rond-Point Paris

## Filmographie

### Cinéma - Télévision
- 2003 : Procès de famille d'Alain Tasma : Garance
- 2004 : À cran deux ans après d'Alain Tasma : Émilie
- 2005 : Au suivant ! de Jeanne Biras : Lucille
- 2005 : Engrenages (série télévisée) de Pascal Chaumeil
- 2009 : Bella, la guerre et le soldat Rousseau de Manuel Flèche : Bella
- 2010 : Les Méchantes de Philippe Monnier : Francine Jambe Légère
- 2010 : Les Vivants et les Morts (mini-série) de Gérard Mordillat
- 2016 - 2018 : Profilage (série télévisée) : Adèle et Camille Delettre
- 2020 : Peur sur le lac (mini-série) de Jérôme Cornuau : Laura
- 2022 : Elle m'a sauvée (2x52) de Ionut Teianu : Laura Rapp

### Clips
- 2009 : clip de AaRON, Le Tunnel d'or

## Chorégraphie
- 2018 : Évènement Georges V pour Hermès
- 2020 : Nos Solitudes - Delphine Hecquet (création à la Comédie de Reims)
- 2020-22: Andromaque, Britannicus et Oblomov  mis en scène par Robin Renucci (Tréteaux de France)
- 2021 : Icare - chorégraphie du concert-spectacle de l’album Icare
- 2021 : Impromptu - évènement chorégraphique pour les élèves du CNSAD
- 2022 : Odyssée - Rodolphe Dana et Katja Hunsinger
- 2023 : L'amour et les forêts - Claire Lasne-Darcueil